# Sergio López-Rivera
Sergio López-Rivera (Sevilla, 1967) es un maquillador español, ganador de un Premio de la Academia en la categoría mejor maquillaje y peluquería por la película Ma Rainey's Black Bottom.

## Trayectoria
Nacido en Sevilla en 1967, aunque su familia se mudó a Santander (Cantabria) cuando tenía 3 años. Sus primeros pasos como maquillador los dio maquillando a sus hermanas cuando era un niño.
Se formó en la prestigiosa escuela de Joe Blasco, para lo cual tuvo que peidir un préstamo a su abuela. Después de graduarse empezó a trabajar en películas independientes de bajo presupuesto donde onoció a actrices como Christina Ricci y Lisa Kudrow.
En la primera década de los años 2000 trabaja en diferentes series de la televisión estadounidense, entre las que destacan Felicity, Monk, Larry David, Love Inc y Sin cita previa. Pero su carrera da un vuelco cuando conoce a la que considera su musa, la actriz Viola Davis, en la serie Cómo defender a un asesino. Sergio termina convirtiéndose en su maquillador de cabecera, y en 2019, cuando la actriz acepta encarnar a la protagonista de La madre del blues será el encargado de transformar a  a Viola Davis en la cantate de blues  Ma Rainey. Consigue un Premio de la Academia y un Bafta al mejor maquillaje y peluquería por este trabajo. Actualmente sigue trabajando con VIola Davis en la serie de televisión sobre Michelle Obama The first lady.

## Filmografía seleccionada
- Esperando la hora (1997)
- Lo opuesto al sexo (1998)
- Felicity (2001)
- Monk (2003)
- Love Inc. (2005)
- Larry David (2007)
- Sin cita previa  (2007)
- Cómo defeder a un asesino (2014-2019)
- The Catch (2016)
- Ma Rainey's Black Bottom (2021; compartido con Mia Neal y Jamika Wilson)